# شب بی‌پایان
شب بی‌پایان (به انگلیسی: Endless Night) رمانی در ژانر معمایی جنایی، نوشتۀ آگاتا کریستی نویسندۀ انگلیسی  است. این رمان اولین بار در 30 اکتبر سال 1967 میلادی در انگلستان و سپس در ایالات متحده چاپ شد.
این کتاب که جزو کتاب‌های بدون کارآگاه این نویسنده به شمار می‌آید، داستان جوانی به نام مایکل روجرز را تعریف می‌کند که با دختر ثروتمندی آشنا شده و با او ازدواج می‌کند. پس از ازدواج مایکل و همسرش خانه‌ای متعلق به دوره ویکتوریا را خریداری می‌کنند. خانه‌ای که به نظر مردم منطقه، زمین‌های اطراف آن کولی آباد نام گرفته و نفرین شده است. 
کتاب "شب بی پایان" در اواخر دوران کاری کریستی منتشر شد و او مسیری متفاوت را در آن در پیش گرفته است. در این کتاب دیگر خبری از کارآگاهان مشهور، خانم مارپل و هرکول پوآرو که شخصیت‌های معروف رمان‌های قبلی کریستی بودند، نیست. این رمان مستقل همان لحن زبانی همیشگی نویسنده را در خود دارد و با مطرح کردن موضوعات انحرافی، مسئلۀ اصلی را به حاشیه می‌برد و راز جنایت را تا زمانی که داستان به پایان نرسد، فاش نمی‌کند. همین امر باعث پیچیدگی داستان شده و آن را تاریک‌تر و مرموزتر می‌کند. این کتاب جزو یکی از بهترین و مشهورترین کتاب‌های آگاتا کریستی به‌شمار می‌رود.

## خلاصه داستان
مایکل روجرز که رانندۀ تاکسی است، از عمارتی قدیمی متعلق به دورۀ ویکتوریا به نام تاورز که به مزایده گذاشته شده، دیدن می‌کند. چیزی که برای او جالب است و مجذوبش شده، نه خود عمارت که زمین‌های اطراف آن است که «کولی‌آباد» نام دارد و بین مردم شایع است که کولی‌ها آن را نفرین کرده‌اند.
مایکل بی‌اعتنا به این هشدارها آرزو می‌کند که کاش عمارت تاورز متعلق به او بود. او عاقبت با دختر زیبایی به اسم الی گودمن آشنا می‌شود که وارث ثروت هنگفتی شده و مثل خود مایکل به «کولی‌آباد» علاقه نشان می‌دهد. مایکل و الی خیلی زود عاشق هم می‌شوند و ازدواج می‌کنند. مدت کوتاهی بعد از آن، «کولی‌آباد» را می‌خرند و معمار برجسته‌ای به اسم سانتونیکس را استخدام می‌کنند تا در کولی‌آباد برای آن‌ها عمارتی رؤیایی بسازد، اما با تحریک و حسادت بقیه و وقوع اتفاقاتی که در ظاهر نتیجۀ نفرینی است که پشت سر «کولی‌آباد» وجود دارد، این زندگی رؤیایی عاقبت شومی پیدا می‌کند.

## شخصیت‌های داستان
- مایکل راجرز: او یک سنگ نورد است که مدام از شغلی به شغل دیگر می‌رود. مایکل رازهایی را پشت ظاهر بی‌تفاوت خود پنهان می‌کند.
- فنلا راجرز: او که اغلب الی نامیده می‌شود، وارث ثروتی هنگفت است و برای تجارت ساخته شده است.
- گرتا اندرسون: دوست و همدم اسکاندیناویایی الی است که زندگی او را مدیریت می‌کند.
- کلادیا هاردکاسل: زن جوانی در دهکده است که مانند الی به اسب سواری اشتیاق دارد.
- کورا وان استیوسانت: او نامادری الی است که چندین بار طلاق گرفته است. او یک زن کاملاً منفور است که چهل سال است به خاطر پول با پدر الی ازدواج کرده است.
- آندرو لیپینکات: نگهبان و معتمد الی است که خوشش نمی‌آید الی با گرتا رابطه داشته باشد.
- استر لی: کولی روستایی است که از ترساندن مردم لذت می‌برد، به خصوص اگر پای پول در میان باشد.
- استانفورد لوید: او همسر سابق کلادیا هاردکاسل است و همچنین معتمد الی است.
- فرانک بارتون: شوهر عمۀ الی، او کسی است که وقتی مقداری قرض می‌گیرد، آن را برنمی‌گرداند.
- رادولف سانتونیکس: یکی از دوستان مایکل که از زمان قدیم رانندۀ او بوده است. او همچنین برادر ناتنی کلادیا هاردکاسل است.
- سرگرد فیلپات: رئیس روستا که با مایکل دوست می‌شود.
- خانم راجرز: او مادر مایکل و یکی از معدود کسانی است که او را می‌شناسد. او از زمانی که همسرش الکلی و فقیر شد سخت کار می‌کند تا هزینه‌های تحصیل پسرش را تأمین کند.

## اقتباس از داستان
در سال 1972 در فیلمی با بازی هیلی میلز و بریت اکلند از داستان این رمان اقتباس شد. همچنین در سال 2008 داستان این رمان برای رادیو بی بی سی 4 به کار گرفته شد و نسخۀ گرافیکی رمان در اواخر همان سال منتشر شد. 
از رمان شب بی‌پایان در سال 2013، با اضافه شدن شخصیت خانم مارپل با بازی جولیا مک‌کنزی در یک برنامۀ تلویزیونی اقتباس صورت گرفت.

## انتشار در ایران
رمان شب بی‌پایان در سال 1380 توسط انتشارات هرمس در ایران منتشر شد. این کتاب توسط مجتبی عبدالله نژاد ترجمه شده است. تعداد صفحات کتاب منتشر شده، 278 صفحه است و در قطع پالتویی و جلد شومیز موجود است. آخرین چاپ کتاب در سال 1399 بوده است.